# Villa Maragliano
La Villa Maragliano, già villa Marzi-Medici, si trova a Canonica di Cercina, frazione di Sesto Fiorentino.

## Storia e descrizione
Di origine probabilmente cinquecentesca, con l'ampliamento dell'originario casino di caccia. Non si conosce la data esatta in cui furono edificate la torre merlata, la cappella di San Cristoforo ed il grande salone da ballo. 
Una targa sulla facciata della villa riporta che nel 1602 Cristoforo Rinuccini "con sua non piccola spesa, fece prosperare, spianò, circondò di siepi, cinse con un muro in pietra e ornò questo luogo rendendolo simile all'Olimpo" . Un'altra targa cita che Michele di Cristoforo Marzi-Medici nell'anno 1716 "questa già antica or ben disposta villa nobilitò con fabbriche e pitture, adornò la cappella e la arricchì". Il salone da ballo della villa non esiste più: fu fatto esplodere dai tedeschi alla fine della seconda guerra mondiale.